# Flores (Indonesien)
Flores (portugiesisch für „Blumen“; auch Floris; indonesisch Pulau Flores – Insel Flores) ist eine der Kleinen Sundainseln.
Die Insel ist 15.175 km² groß und hat 1.831.000 Einwohner (Volkszählung 2010). Flores gehört zur indonesischen Provinz Ost-Nusa Tenggara. Etwa 91 % der Einwohner sind Christen; die meisten davon Katholiken, Folge der portugiesischen Missionierung im 16. Jahrhundert.

## Geographie

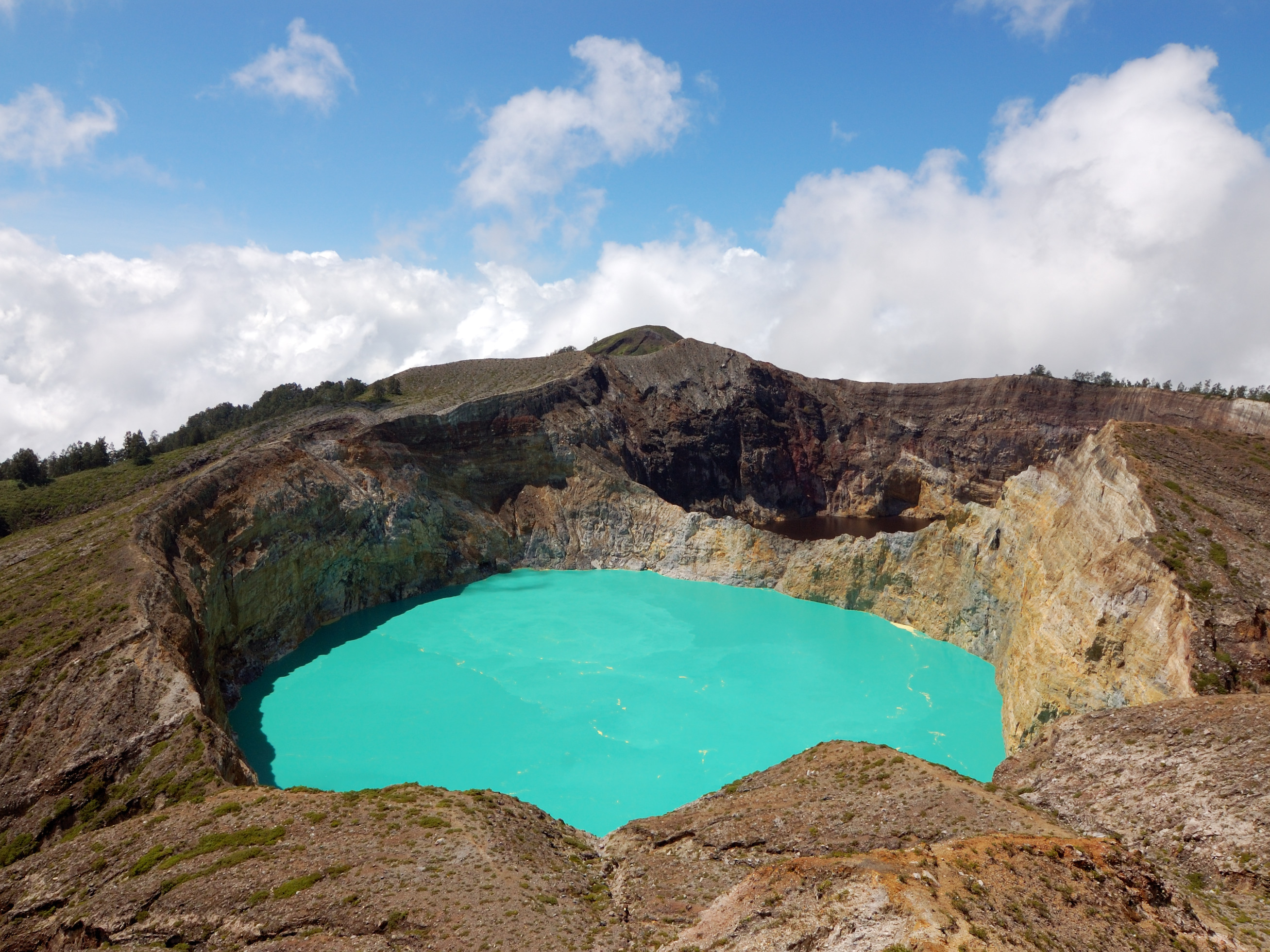
Der Kelimutu auf Flores

Flores ist 354 km lang. An der breitesten Stelle misst die sich in west-östlicher Richtung erstreckende Insel 63 km.
Westlich von Flores liegen die kleinen Inseln Rinca und Komodo sowie das größere Sumbawa, südlich Sumba und die Sawusee. Im Osten befinden sich die Inseln Adonara und  Solor, im Südosten Timor, im Norden die Floressee mit Sulawesi. Ungefähr 18 Kilometer vor der Nordküste liegt die Vulkaninsel Palu'e.
Die Stadt Ende mit 60.000 Einwohnern liegt an der Südküste und ist der wichtigste Fährhafen in Richtung Timor-Barat (Westtimor). Ein kleiner Flughafen befindet sich an der Hauptverkehrsstraße am südlichen Rand der Stadt auf der Landzunge des Tafelbergs. Östlich von Ende an der Nordküste liegt Maumere, der Hauptort der Insel, im Regierungsbezirk Sikka mit 70.000 Einwohnern. Hier befindet sich der größte Flughafen von Flores. Hauptstadt von Ostflores ist Larantuka.

### Landschaft
An der Küste ist Flores von Tiefland mit lichtem tropischem Regenwald und Savanne geprägt, während im Landesinneren ein Hochland mit zum Teil noch tätigen Vulkanen bis auf 2382 m ansteigt. Der bekannteste Vulkan ist der 1639 m hohe Gunung Kelimutu. Seine drei nur durch hohe Wände getrennten Kraterseen wechseln in unregelmäßigen Abständen die Farben. 1986 waren die Farben Türkis, Dunkelgrün und Schwarzrot, im November 2006 leuchteten die Seen in den Farben Grün, Braun und Schwarz. Was zu dem Farbwechsel führt, ist noch nicht genau geklärt, offenbar ändert sich phasenweise die Mineralienabgabe der Kraterböden.
Die Westküste von Flores gehört zu den wenigen Orten außerhalb der Insel Komodo, an denen der Komodowaran vorkommt. Sitz der Verwaltungsbehörde für die „Waraninseln“ Komodo und Rinca ist das ebenfalls an der Westküste liegende Labuan Bajo. Im November 2024 brach der Vulkan Lewotobi aus. 25 Schulen und mehr als 2.300 Häuser, darunter ein Kloster, wurden zerstört.

### Verwaltungsgliederung
Die Insel ist in acht Regierungsbezirke (Kabupaten) eingeteilt: von West nach Ost: Westmanggarai, Manggarai, Ostmanggarai, Ngada, Nagekeo, Ende, Sikka und Ostflores.

## Geschichte
Wie viele andere Sundainseln wurde auch Flores schon von frühen Vertretern der Hominini – vermutlich von Homo erectus – besiedelt; hierfür sprechen mehr als eine Million Jahre alte Steinwerkzeuge, die im Soa-Becken gefunden wurden. Im September 2003 entdeckten Anthropologen in einer Karsthöhle namens Liang Bua ein fossiles Skelett, den ersten Beleg für Homo floresiensis, der wegen seiner geringen Körpergröße auch als „Hobbit“ bezeichnet wird.

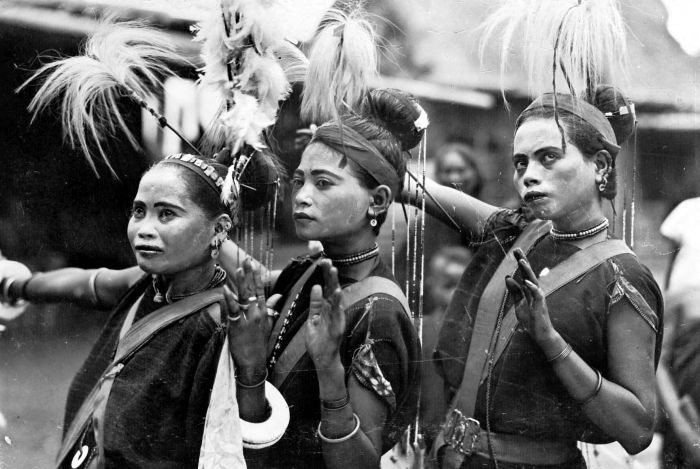
Tänzerinnen auf Flores in der Kolonialzeit

Flores gehörte im 13. Jahrhundert möglicherweise zum Reich von Majapahit, danach zum Fürstentum Makassar.
1544 sichtete ein portugiesisches Handelsschiff das östliche Kap der Insel und taufte es „Cabo das Flores“ (Kap der Blumen). Um 1570 ließen sich erste europäische Seefahrer und Kaufleute auf der Insel nieder und tauften die gesamte Insel „Flores“, obwohl hier auch nicht mehr Blumen wuchsen als in anderen Teilen Indonesiens.
Kurz vor 1600 verließen portugiesische Kaufleute Solor und ließen sich in Larantuka nieder. Die Kaufleute hatten sich mit den Dominikanern in Solor entzweit, da sie sich nicht für die dortige Christianisierung einspannen lassen wollten. 1613 eroberten die Niederländer die portugiesische Festung auf Solor. Die Portugiesen verlagerten ihre Basis nach Larantuka, im Osten von Flores. Von Larantuka aus kontrollierten die Topasse das Handelsnetz in der Region, vor allem den lukrativen Sandelholzhandel von Timor aus. Die Topasse waren Nachfahren von portugiesischen Soldaten, Seeleuten und Händlern, die Frauen von Solor und Flores heirateten. Die Larantuqueiros, wie sich die Topasse selbst nannten, hatten sich zu einem eigenen, relativ losen, aber mächtigen Staat entwickelt, dessen Einfluss über die Siedlungen hinaus ragte. Die Kernzelle bildete der „Dreierbund“ Larantuka, Wureh und Konga. Theoretisch unterstanden sie zwar Portugal, praktisch war dieses Staatsgebilde aber unabhängig. Es gab keine portugiesischen Beamten und es wurden keine Steuern abgeführt. Briefe der Regierung in Lissabon wurden ignoriert. In Larantuka gab es einen jahrelangen blutigen Machtkampf zwischen den Familien da Costa und da Hornay, die sich schließlich die Macht teilten.
Ab 1667 besetzten die Niederlande Flores nach und nach. Die letzten Reste der portugiesischen Kolonie im Osten der Insel, wie etwa Larantuka, nahmen die Niederlande 1861 in Besitz. Bereits 1851 verkaufte der portugiesische Gouverneur José Joaquim Lopes de Lima, ohne Autorisation aus Lissabon, mehrere Gebiete auf den Kleinen Sundainseln, die unter portugiesischer Oberhoheit standen, für 200.000 Florins an die Niederlande. Lissabon erkannte den Verkauf nicht an und ließ Lopes verhaften. Er starb auf der Rückfahrt nach Europa. Ab 1854 wurden die Vereinbarungen neu verhandelt. Im Vertrag von Lissabon wurde der Verkauf schließlich bestätigt. Die Ratifizierung erfolgte 1859. Gemäß dem Vertrag konnte die Bevölkerung ihren katholischen Glauben behalten. Bis zur Unabhängigkeit Indonesiens war Flores Teil von Niederländisch-Indien, das aber immer wieder durch Rebellionen erschüttert wurde. Allein in den Jahren 1911 und 1912 kam es zu zehn bewaffneten Aufständen gegen die Niederländer.
Der Nationalist und spätere indonesische Präsident Sukarno wurde 1933 von den Niederländern nach Ende auf Flores verbannt. Im Zweiten Weltkrieg wurde die Insel von 1942 bis 1945 von Japan besetzt.

## Bevölkerung

### Sprachen
Die Distrikte West-Mangarai, Manggarai, Ost-Manggarai, Ngada, Ende und Sikka sind nach vier bekannten Ethnien benannt: Manggarai, Ngada, Ende und Sica. Es gibt weitere Ethnien und Sprachgruppen wie die Lamaholot im Osten (Flores Timur) und dazwischen eine Fülle von Kleingruppen mit unterschiedlichen Dialekten wie Ende-Li'o, Nage, Ke'o. Auch die größeren Ethnien haben regionale Kulturunterschiede ausgebildet. Bis in die Kolonialzeit war die Insel in  Kleinreiche aufgeteilt, deren Herrscher von den Niederländern zum Teil den Titel Raja erhalten hatten, aber nicht unbedingt über eine einheitliche Gesellschaft regierten.

### Religion
Zwischen Flores und Sumbawa befindet sich eine Glaubensgrenze, die Indonesien in den westlichen muslimischen und den mehrheitlich christlichen Osten teilt.
Die Bevölkerung von Flores ist, wie die der südöstlich benachbarten Insel Timor und große Teile der Einwohner der Molukken, größtenteils christlichen Glaubens. Auf Flores dominiert das katholische Christentum. Auf der Insel liegen das Erzbistum Ende und das Bistum Maumere.
Muslime finden sich meist in den kleinen, abgelegenen Dörfern entlang der Küsten und auf den vorgelagerten Inseln. In Labuan Bajo und an der Südküste in Labuan Bajo und Ende ist jeweils die eine Hälfte der Einwohner christlichen, die andere muslimischen Glaubens. Die auf Flores ansässigen Chinesen sind meist zum protestantischen oder katholischen Christentum konvertiert.

## Musik

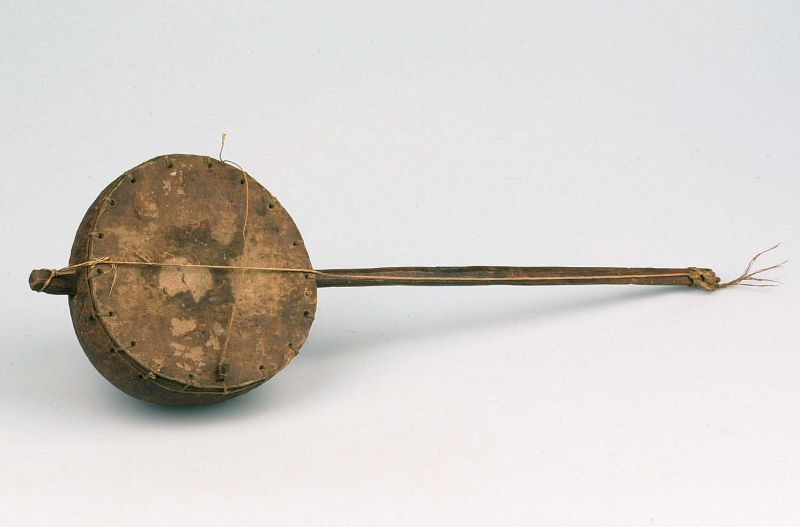
Einsaitige Fiedel robeke; der Resonanzkörper ist eine halbe Kokosnuss.

Entsprechend der ethnischen Gliederung ist die traditionelle Musik auf Flores fragmentiert, weshalb Jaap Kunst, der 1930 dort Feldforschung betrieb, die Insel ein musikologisches Paradies nannte. Im Westen und im Zentrum gehören zur Musiktradition drei- und vierstimmige Gesänge, einige werden von Trommeln oder Gongs begleitet. Wie anderswo auf den ostindonesischen Inseln sind Bambuszithern (vgl. die Sasando auf Roti) und Bambusschlitztrommeln (toda) bekannt. Die landesweit verbreiteten Rahmenmaultrommeln genggong kommen in mehreren flaschenförmigen Varianten vor und dienen der privaten Unterhaltung. Die indirekt geblasene Bassflöte foimere ist einzigartig. Lieder werden zur Ernte, als Tanzbegleitung und als Totenklagen gesungen. Im Ostteil kommt als einziges Saiteninstrument die einsaitige Streichlaute robeke oder mbeka vor (vgl. rebab, Name abgeleitet von der mittelalterlichen europäischen Laute rebeke) sowie ein einfaches Holmxylophon. Nächtliche Gesänge werden oft im Pantun-Versmaß vorgetragen. An einigen Küstenorten haben die Melodien von portugiesischen Volksliedern aus dem 17. Jahrhundert überlebt, die im Ursprungsland längst verschwunden sind.

## Landwirtschaft
Als Grundnahrungsmittel werden Reis, Mais und Maniok angebaut. Kaffee, Kakao, Bananen, Gewürznelken, Vanille, Cashew und Lichtnüsse werden verkauft. Des Weiteren erntet man Papayas, Mangos und Ananas.
Die Landwirtschaft dient in vielen Regionen lediglich zur Selbstversorgung. Überschüsse werden auf örtlichen Märkten, die ein- bis zweimal pro Woche stattfinden, verkauft. Dazu müssen viele Bauern aus abgeschiedenen Gebieten lange und beschwerliche Wege hinter sich legen. Deutsche, französische und Schweizer Selbsthilfeorganisationen unterstützen in einigen Gebieten landwirtschaftliche Projekte, zum Teil auch in der ökologischen Landwirtschaft.